# Sovětský svaz na Zimních olympijských hrách 1968
Sovětský svaz na Zimních olympijských hrách 1968 reprezentovalo 74 sportovců (54 mužů a 20 žen) v 8 sportech.

## Medailisté
| Medaile | Jméno | Sport           | Disciplína              |
| ------- | --- | --------------- | ----------------------- |
| Zlato   | Alexandr Tichonov Nikolaj Puzanov Viktor Mamatov Vladimir Gundarcev | Biatlon         | Muži štafeta 4 x 7,5 km |
| Zlato   | Ljudmila Bělousovová Oleg Protopopov | Krasobruslení   | Sportovní dvojice       |
| Zlato   | Viktor Konovalenko Viktor Zinger Viktor Blinov Vitalij Davydov Viktor Kuzkin Alexandr Ragulin Oleg Zajcev Igor Romiševskij Anatolij Firsov Vjačeslav Staršinov Viktor Polupanov Vladimir Vikulov Venjamin Alexandrov Jurij Mojsejev Jevgenij Mišakov Jevgenij Zimin Anatolij Ionov Boris Majorov | Lední hokej     | Turnaj mužů             |
| Zlato   | Vladimir Bělousov | Skoky na lyžích | Muži velký můstek       |
| Zlato   | Ljudmila Titovová | Rychlobruslení  | Ženy 500 m              |
| Stříbro | Alexandr Tichonov | Biatlon         | Muži 20 km              |
| Stříbro | Vjačeslav Vedenin | Běh na lyžích   | Muži 50 km              |
| Stříbro | Galina Kulakovová | Běh na lyžích   | Ženy 5 km               |
| Stříbro | Tatiana Zhuk Alexander Gorelik | Krasobruslení   | Sportovní dvojice       |
| Stříbro | Ljudmila Titovová | Rychlobruslení  | Ženy 1 000 m            |
| Bronz   | Vladimir Gundarcev | Biatlon         | Muži 20 km              |
| Bronz   | Alevtina Kolchina | Běh na lyžích   | Ženy 5 km               |
| Bronz   | Alevtina Kolchina Rita Achkina Galina Kulakovová | Běh na lyžích   | Ženy štafeta 3 x 5 km   |